# Louis Esquerré
L'abbé Louis Esquerré, né le 24 décembre 1863 à Paris 3e et mort le 16 mai 1931 à Paris 14e, est un ecclésiastique et éducateur français. Il est le fondateur du Patronage du Bon Conseil.

## Biographie
Fils de provinciaux d'origine gasconne et normande « montés » à Paris, Louis Esquerré est en grande partie élevé par sa grand-mère maternelle à Charenton, où elle possède une petite maison. C'est ainsi qu'il est élève à l'école communale de Charenton avant d'entrer au petit séminaire de Notre-Dame des Champs. Parmi les amis d'enfance qu'il gardera de l'époque où il fréquentait le presbytère de Charenton figure Georges Audollent, futur collaborateur du Bon Conseil et évêque de Blois. 
Entré en 1882 au séminaire Saint-Sulpice, Louis Esquerré est ordonné prêtre le 17 décembre 1887. Il est tout d'abord nommé à Issy-les-Moulineaux. Dès 1888, il constate que le catéchisme de garçons est insuffisant pour assurer la persévérance et songe à fonder un patronage paroissial.
En août 1893, il est nommé vicaire à Saint-François-Xavier (Paris). Et c'est dès 1894 qu'il fonde le patronage du Bon Conseil.

## Œuvres
- Le Patronage paroissial, Paris, P. Lethielleux, 1913, 15 p.

## Hommage
- Square de l'Abbé-Esquerré (Paris), le long de l'église Saint-François-Xavier